# Amistad (nave)
Amistad (in italiano letteralmente: Amicizia) fu una goletta costiera a due alberi del XIX secolo, battente bandiera spagnola. Divenne il simbolo dell'abolizione dello schiavismo in seguito a un ammutinamento messo in atto da schiavi africani nel luglio 1839, i quali furono catturati, processati e assolti.

## Storia

### Ammutinamento del 1839

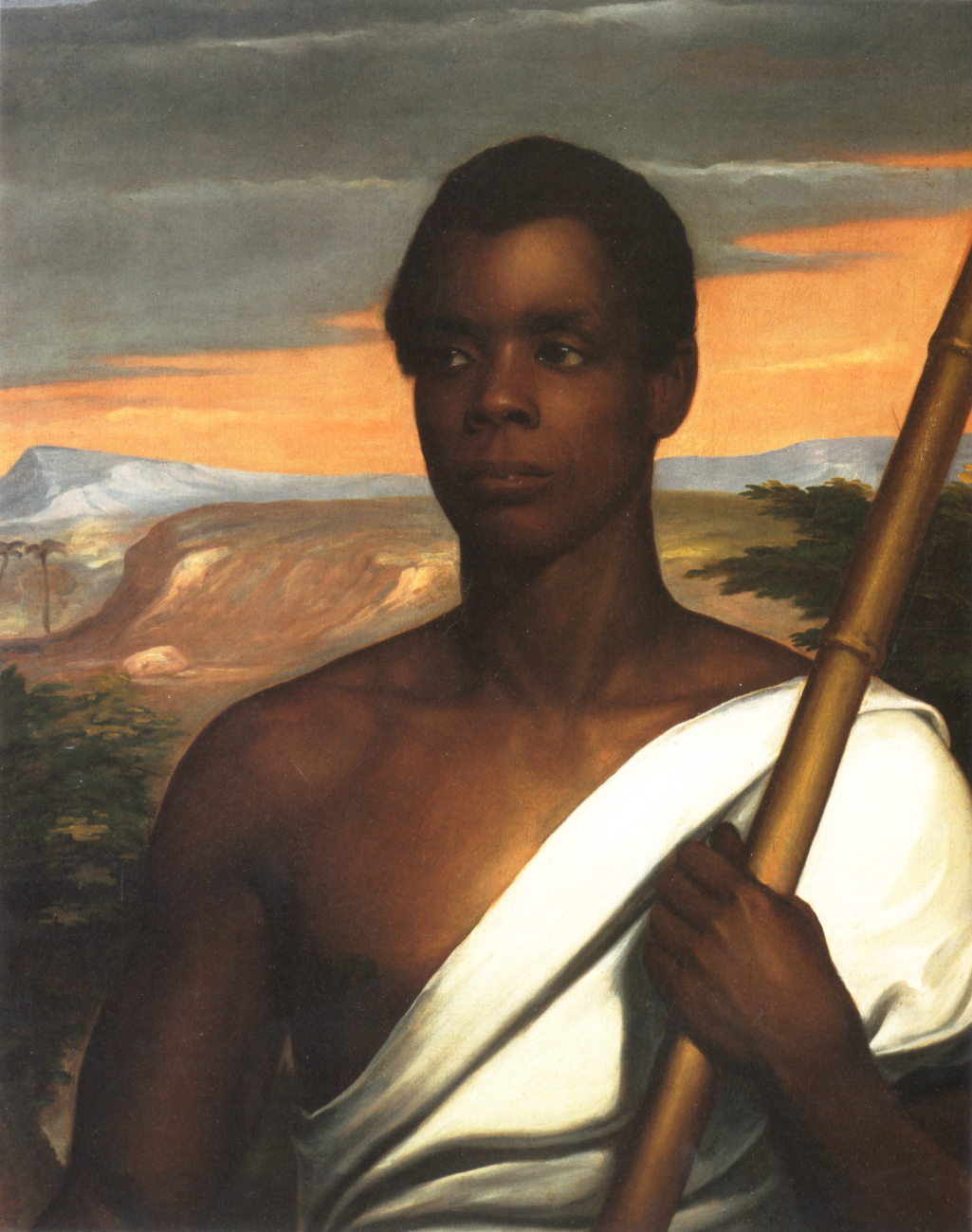
Joseph Cinque, ritratto da Nathaniel Jocelyn, 1839

Nella prima metà del XIX secolo il trasporto illegale degli schiavi a bordo di navi negriere dall'Africa occidentale all'Avana (Cuba, all'epoca colonia della Spagna) era una pratica abituale, sebbene fosse proibita da tempo. Durante il tragitto i prigionieri erano stivati incatenati in spazi molto ristretti, in stato di malnutrizione e di maltrattamento. Queste condizioni erano ancora più precarie sulla Amistad, che non era nata come nave per il trasporto di schiavi, ma nave merci per il commercio costiero.
Nel giugno del 1839 dalla nave negriera portoghese o forse brasiliana Teçora giunsero all'Avana circa 500-700 schiavi catturati in Sierra Leone. Il 26 giugno furono quindi imbarcati sulla Amistad, capitanata da Ramón Ferrer, 53 schiavi mendi (49 maschi adulti acquistati da José Ruiz, e quattro bambini, di cui tre femmine e un maschio, questi ultimi acquistati da Pedro Montes ma giunti con un'altra nave). La destinazione del viaggio era il porto di Guanaja, piccola cittadina della costa centro-settentrionale oggi parte del comune di Esmeralda, nell'allora provincia di Puerto Principe, odierna Camagüey, per destinare gli schiavi comprati dagli spagnoli a lavorare nelle proprie piantagioni di zucchero.
Durante la traversata, nella notte tra il 30 giugno e il 1º luglio, gli schiavi si ammutinarono, guidati dal nero Sengbe Pieh, poi noto negli Stati Uniti d'America come Joseph Cinque. I prigionieri riuscirono a impadronirsi della nave. Uccisero dapprima il cuoco di bordo, il mulatto Celestino, di origine portoricana, e poi il capitano Ramón Ferrer, spagnolo di Ibiza, mentre altri due membri dell'equipaggio riuscirono a fuggire su una lancia con la quale raggiunsero l'Avana, dando l'allarme.
Degli altri membri dell'equipaggio rimasero in vita Ruiz, Montes e lo schiavo del capitano, Antonio, che fece da interprete. Gli schiavi ordinarono agli spagnoli di cambiare rotta per dirigersi verso l'Africa, ma essi finsero di obbedire ingannandoli, navigando invece di notte verso nord-ovest e solo di giorno verso est. La Amistad fu quindi abbordata il 26 agosto 1839 dal guardacoste USRC Washington del servizio navale della finanza statunitense (la United States Revenue Cutter Service), comandato dal tenente di vascello Thomas Gadney, e da questi presa in custodia poco al largo di Culloden Point, Long Island, New York, dove gli ammutinati avevano fatto gettare l'ancora per recarsi sulla costa e procacciarsi così acqua e cibo. 
Per poterne reclamare la relativa ricompensa dovuta al salvataggio della nave secondo le prassi del diritto marittimo, gli schiavi ribelli (considerati merce) furono catturati e condotti in porto a New London nel Connecticut, dove, a differenza dello Stato di New York, la schiavitù era ancora tecnicamente legale.

### Il processo

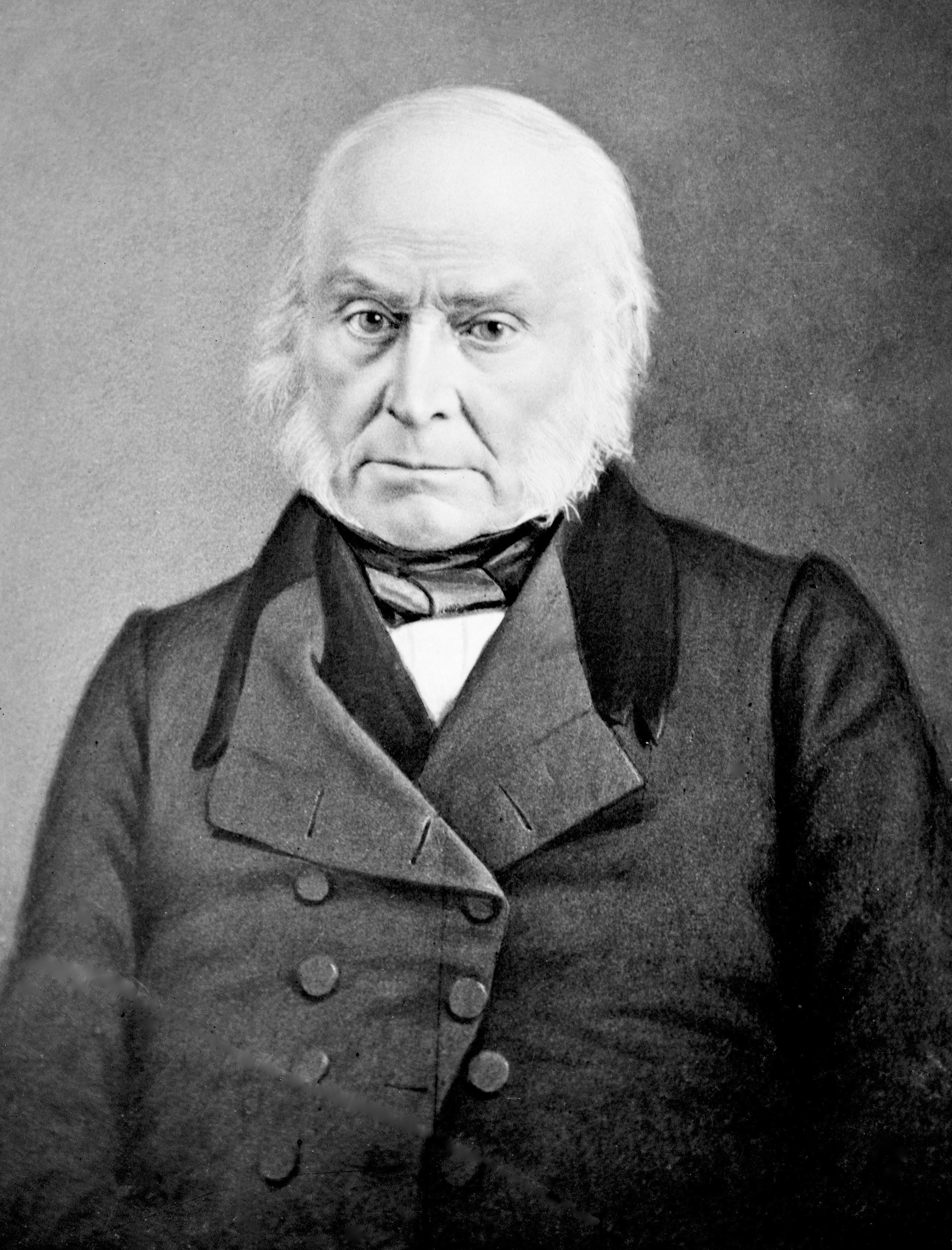
John Quincy Adams

Il 7 gennaio 1840 i prigionieri furono rinviati a giudizio per ammutinamento: si ritenne non rilevante il motivo per cui si trovassero sulla nave, cioè essere schiavi, rispetto al fatto che ne avessero assunto il controllo con la forza. Parte dell'opinione pubblica statunitense si oppose al processo e nacque un movimento di dissenso, nel quale si distinse il Comitato della Amistad, che si batté per ottenere la libertà dei prigionieri e l'abolizione della schiavitù negli Stati Uniti. Tra i più attivi all'interno del gruppo figurò l'avvocato Roger Baldwin.
Per poter comunicare con gli schiavi un membro del comitato, il professore Josiah Willard Gibbs, Sr., imparò a contare fino a dieci nella lingua mende e si recò al porto di New York, contando ad alta voce. Si fece così notare da James Covey, un marinaio africano della HMS Buzzard (un brigantino appartenente alla Marina britannica) in grado di comprendere e parlare la lingua mende, che divenne così il tramite tra il comitato e gli schiavi. Grazie al dialogo che finalmente si riuscì a instaurare tra difensori e difesi, il comitato riuscì a dimostrare che gli africani erano stati catturati illegalmente, che l'ammutinamento era stato compiuto per rivendicare il loro diritto alla libertà e che pertanto tale azione non poteva essere considerata un reato. La sentenza, emessa nel gennaio 1840, accolse la tesi della difesa, conferì agli schiavi lo status di uomini liberi e rigettò la rivendicazione della Spagna di Isabella II, che ne chiedeva la restituzione come merce in base al trattato di Pinckney del 1795. Il giudice sentenziò anche che agli africani dovessero essere forniti i mezzi necessari per far ritorno in Africa.
La sentenza contrastava con la politica del presidente Martin Van Buren, tesa a mantenere buone relazioni con la Spagna e, sul piano interno, a non opporsi direttamente alla schiavitù, evitando uno scontro con gli Stati del sud favorevoli allo schiavismo onde favorire una sua rielezione a presidente. Egli sostenne dunque la decisione dell'accusa di fare appello contro la sentenza, portando il caso dinanzi alla Corte Suprema, dove fu dibattuto il 23 febbraio 1841. In difesa degli schiavi si schierò l'ex presidente John Quincy Adams: il 24 febbraio, supportato da Baldwin, tenne la sua arringa, riuscendo a convincere la Corte a decretare il 9 marzo 1841 lo stato di libertà degli imputati; la Corte, con sentenza scritta da Joseph Story, rigettò solo la parte della sentenza che obbligava gli Stati Uniti a fornire agli africani i mezzi per tornare a casa. Per far fronte a tali spese, un gruppo di abolizionisti e gli stessi Mendi sopravvissuti raccolsero i fondi necessari a noleggiare la nave Gentleman, che partì per la Sierra Leone nel novembre del 1841. Giunti in patria nel gennaio del 1842, trovarono le loro dimore distrutte e le loro famiglie scomparse, probabilmente in seguito ad altre razzie di commercianti di schiavi. 
La Spagna per molti anni chiese un indennizzo agli Stati Uniti per il danno dovuto alla perdita degli schiavi.

### Ultimi anni
La Amistad, dopo essere stata ormeggiata nel molo Custom US House di New London, nel Connecticut, fu messa all'asta dallo United States Marshals Service nell'ottobre del 1840. Fu acquistata dal capitano George Hawford di Newport (Rhode Island), che la ribattezzò Ion. Alla fine del 1841 salpò per le Bermuda e per Saint Thomas con un carico di cipolle, mele, formaggio e polli. Nel 1844 Hawford vendette la nave a Guadalupa e nei Caraibi se ne persero le tracce.

## LaAmistadnella cultura di massa
- L'ammutinamento del 1839 è trattato in La rivolta della Amistad, romanzo di Barbara Chase-Riboud, al quale è ispirato il film Amistad di Steven Spielberg.
- La cantante statunitense Whitney Houston, nel ritornello della canzone My Love Is Your Love, canta: «The chains of Amistad couldn't hold us».
- Alla Amistad è intitolata una strada a L'Avana.